# Армяно-британские отношения
Армяно-британские отношения — внешние отношения между Арменией и Великобританией. Великобритания признала Армению 31 декабря 1991 года. Первое посольство Армении в Европе было открыто в Лондоне в октябре 1992 года. С 1995 года у Соединённого Королевства есть посольство в Ереване. Обе страны поддерживают партнерские и дружеские отношения.

## История

### 1890-е годы
В конце XIX века Армения была разделена между Россией и Турцией. Напряженность в Турции начала нарастать в 1880-х и особенно в 1890-х годах, что привело к серии международных кризисов, которые британцы пытались разрешить, оказывая давление на турецкое правительство. Великобритания долгое время была главным другом турецкого правительства, помогая ему противостоять мощному экспансионистскому давлению со стороны России. В 1880-х годах Лондон настаивал на проведении реформ, уделяя особое внимание лучшему обращению с христианами по всей Османской империи. Османское правительство сопротивлялось давлению и дистанцировалось от Британии. Вместо этого Константинополь всё чаще обращался к Германии за политической, финансовой и коммерческой поддержкой, что в конечном итоге привело к его вступлению в Первую мировую войну в качестве союзника Германии.
По мере того, как в Турции совершались зверства против армян, общественное мнение Великобритании было возмущено. Лондон попытался скоординировать ответ Великобритании, России, Германии, Австрии и Франции. Они не смогли договориться о подходящих санкциях или наказании; историки считают, что Турция пошла бы на уступки, если бы ей грозила настоящая война. Германия хотела помочь Турции; Россия не хотела поднимать собственную многочисленную армянскую общину. Франция хотела ограничить британскую роль в регионе. Уильям Гладстон, ведущий либерал на пенсии, призвал Великобританию вмешаться в одиночку. Либеральный премьер-министр лорд Розбери отказался. Кризис ослабил Розбери, который ушёл в отставку в июне 1895 года. Кризис достиг пика в 1896 году после того, как бомбардировки Константинополя привели к массовым нападениям на армян, живущих в городе, и тысячам убитых. Лорд Солсбери, новый премьер-министр от консерваторов, пытался, но не смог добиться вмешательства властей. Ничего не было сделано, чтобы помочь армянам.

### Первая мировая война
Британская политика около 1910 года противостояла российскому контролю над Арменией и пыталась подтолкнуть Османскую империю к улучшению своего отношения к армянам. Когда разразилась мировая война, Великобритания отвергла идею создания Армянского легиона для борьбы с турками. Вместо этого она поддерживала Армянский легион под французским командованием, который действительно сражался на Кипре.
По мере появления новостей о резне армян Лондон старался продемонстрировать, что его имперские обязанности включают соблюдение прав человека. Турки ответили усилением антибританского национализма.

## Государственные визиты между Арменией и Великобританией
Между Арменией и Великобританией проходят различные государственные визиты, последним из которых является визит государственного министра Великобритании по Европе Дэвида Лидингтона в Ереван. Кроме того, президент Армении Серж Саргсян в июле 2012 года посетил Великобританию.Также 11 февраля 2010 года, Сержа Саргсяна лично приняла в Букингемский дворец Елизавета II, также встретив Карла III, и Министра иностранных дел Великобритании, Дэвида Милибэнда
Премьер-министр Маргарет Тэтчер посетила Армению в июне 1990 года, когда та была частью Советского Союза.

## Признание геноцида армян

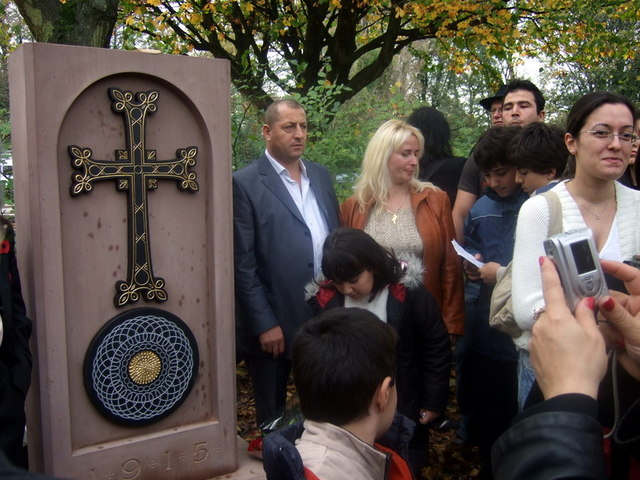
Армянский мемориал открыт в Кардиффе в 2007 году.

Переданные правительства Уэльса и Шотландии признают геноцид армян, однако британское правительство не признаёт Геноцид армян, так как считает, что доказательства недостаточно ясны, чтобы соответственно рассматривать «ужасные события, которые коснулись армянского населения Османской империи в начале прошлого века, как геноцид по конвенции ООН 1948 года. Британское правительство заявляет, что «массовые убийства были ужасающей трагедией», и осуждает их, заявляя, что таково было мнение правительства в тот период.

## Армянская община Великобритании

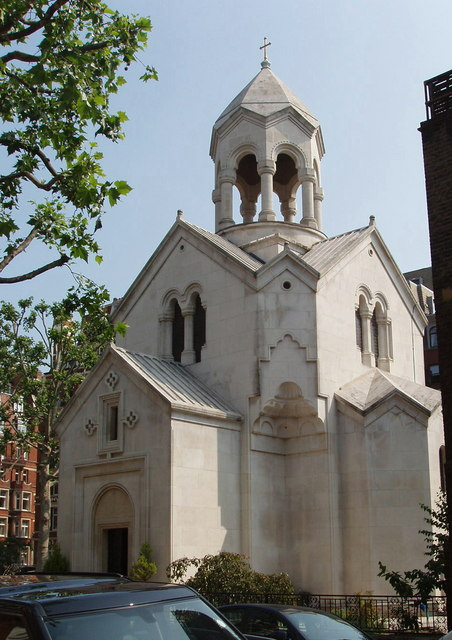
Армянская церковь Святого Саркиса в Лондоне

Согласно книге Вереда Амита «Армяне в Лондоне: управление социальными границами», опубликованной в 1989 году, в то время в Большом Лондоне проживало около 10 000 армян. Большинство считалось иммигрантами в первом поколении из Ливана, Сирии, Ирака, Ирана и Кипра. В их число также входят армяне из Эфиопии, Индии, Египта, Израиля, а также лица из других стран.
Манчестер является домом для армянского населения с 1835 года, и считается, что к 1862 году в городе работало 30 армянских предприятий.

## Постоянные дипломатические миссии
- У Армении есть посольство в Лондоне.
- Соединенное Королевство имеет посольство в Ереване.